# Sacculariella
Sacculariella es un género de foraminífero bentónico considerado como nomen nudum e invalidado (nombre no disponible según el Art. 13(b) del ICZN), aunque también considerado un sinónimo posterior de Astacolus de la subfamilia Marginulininae, de la familia Vaginulinidae, de la superfamilia Nodosarioidea, del suborden Lagenina y del orden Lagenida. Su especie tipo era Sacculariella ensis. Su rango cronoestratigráfico abarcaba el Holoceno.

## Discusión
Algunas clasificaciones incluirían Sacculariella en la Familia Marginulinidae.

## Clasificación
Sacculariella incluía a la siguiente especie:
- Sacculariella ensis